# Harvest (entreprise)
 (avril 2023).
 (juin 2021).
Si vous disposez d'ouvrages ou d'articles de référence ou si vous connaissez des sites web de qualité traitant du thème abordé ici, merci de compléter l'article en donnant les références utiles à sa vérifiabilité et en les liant à la section « Notes et références ».
 (avril 2023).
Pour les articles homonymes, voir Harvest.
Harvest est un éditeur de logiciels créée en 1989 spécialisée dans le secteur du conseil patrimonial.

## Histoire
Créée en 1989 par Brice Pineau et Jean-Michel Dupiot, Harvest se spécialise dans l'intégration de processus fiscaux, sociaux, financiers et patrimoniaux dans des logiciels de simulation.
Fin décembre 2005, Harvest fait l’acquisition de la société Quantix Finances puis acquiert O2S courant 2007 .
En 2012, Harvest reprend la société ISSOS, spécialisée dans les OAV pour les réseaux commerciaux dans la banque et l'assurance.
En 2019 a lieu l'acquisition de la participation majoritaire de Winnipeg Participations (contrôlée par la société Five Arrows du groupe Rothschild & Co) représentant 61,04% du capital et 70,46% des droits de vote de Harvest SA (au prix de 85 euros par action). Brice Pineau et Jean-Michel Dupiot restent en tant qu'actionnaires minoritaires,.
Le 8 septembre 2020, Virginie Fauvel est nommée CEO d’Harvest et de la holding Winnipeg Participations. Le 16 décembre de la même année, Harvest et Fidroit, ont annoncé le rapprochement de leurs structures au sein de la holding Winnipeg Participations. Le groupe est ensuite rejoint par Quantalys en 2021, puis par Feefty et Manymore en 2023.
Le 27 août 2024, Harvest a intégré TA Associates et Montagu Private Equity comme nouveaux actionnaires, en remplacement de Five Arrows.
Le 27 février 2025, Harvest a subi une cyberattaque.